# Eleonore Charlotte von Sachsen-Lauenburg
Eleonore Charlotte von Sachsen-Lauenburg (* 8. August 1646 in Marienfließ in Pomm.; † 26. Januar 1709 in Franzhagen) war eine Prinzessin von Sachsen-Lauenburg und durch Heirat Herzogin von Schleswig-Holstein-Sonderburg.

## Leben
Eleonore Charlotte war die jüngere der beiden Töchter des mit Franzhagen apanagierten Franz Heinrich von Sachsen-Lauenburg (1604–1658) aus dessen Ehe mit Marie Juliane (1612–1665), Tochter des Grafen Johann VII. von Nassau-Siegen.
Sie heiratete am 1. November 1676 Herzog Christian Adolf von Schleswig-Holstein-Sonderburg (1641–1702). Nach dem Tod ihrer älteren Schwester Erdmuthe Sophie 1689 wurde Eleonore Charlotte Erbin von Franzhagen mit dem dazugehörigen Schloss. 1667 war Christian Adolf mit seinem Land bankrottgegangen und König Friedrich III. von Dänemark als oberster Lehnsherr zog das Herzogtum ein. Eleonore Charlotte reiste nach Kopenhagen und verhandelte persönlich aber erfolglos mit dem König um die Rückgabe der Territorien. Ihr Ehegatte erhielt eine jährliche  Mittelzuweisung, die dem Paar half ein Leben gemäß Fürstenstandard zu finanzieren. Nach dem Tod des letzten Herzogs von Sachsen-Lauenburg Julius Franz, machte Eleonore Charlotte, die nach geltendem salischen Recht nicht erbfähig war, erfolglos beim Kaiser Erbansprüche geltend.
Die Familie siedelte auf dem zum Herzogtum Sachsen-Lauenburg gehörenden Erbe (Schloss und Gut Franzhagen) von Eleonore Charlotte und Christian Adolf I. Sie begründeten somit die Linie Schleswig-Holstein-Sonderburg-Franzhagen. Nach dem Tod ihres Mannes war Eleonore Charlotte die Eigentümerin, da ihre Söhne unter ihrem Stand geheiratet hatten und sie das Gut als Wittum innehatte.

## Nachkommen
Aus ihrer Ehe hatte Eleonore Charlotte folgende Kinder:
- Leopold Christian (1678–1707), Herzog von Schleswig-Holstein-Sonderburg-Franzhagen

⚭ (morganatisch) Anna Sophia Segelke (1684–??)
- unebenbürtige und nichterbfähige Kinder

- Kind (*/† 1679)
- Ludwig Karl (1684–1708), Herzog von Schleswig-Holstein-Sonderburg-Franzhagen

⚭ 1705 Barbara Dorothea von Winterfeld (1670–1739)
- unebenbürtiger, aber für Adelsgut (Allod) erbfähiger Sohn Christian Adolf II. (1708–1709)

- Johann Franz (1685–1687)